# بارون درخت‌نشین
بارون درخت‌نشین نام کتابی از ایتالو کالوینو نویسنده ایتالیایی است که در سال ۱۹۵۷ به چاپ رسید. این کتاب سرگذشت پسری را به تصویر می‌کشد که تصمیم می‌گیرد زندگی خود را بر روی درختان سپری کند. ایجاد یک «پادشاهی درختی» توسط پسر استعاره‌ای از استقلال معرفی می‌شود و چالش‌ها وفرصت‌های این عمل دستمایه‌ای برای نویسنده به منظور بررسی پرسش‌های فلسفی بشر می‌گردد. 

## داستان
کتاب داستان زندگی کوزیمو لارس دو روندو پسر بارون آرمینیوس را از سن ۱۲ سالگی تا مرگ از زبان برادرش بیاجیو به تصویر می‌کشد. خانواده اعیانی آن‌ها در شهر اومبروزا زندگی می‌کند و کودکان با شیوه‌های سخت و خشکی بزرگ می‌شوند که پذیرششان از سوی بچه‌ها به اکراه صورت می‌پذیرد. پدر خانواده بارون آرمنیوس د رندو مردی است که خودش را دوک منطقه می‌داند. ولی نه از سوی بزرگان دیگر به رسمیت شناخته می‌شود و نه ساکنین اومبروزا او را فراتر از یک خرده مالک قبول دارند. مادر خانواد، ژنرال، که خانواده‌اش در یک یورش نظامی در منطقه ساکن شده بودند، هم‌چنان با نگاهی اساطیری و ملال آور به نبردهای پیشین می‌اندیشد. باتیستا، دختر خانواده، بعد از این که در وضعیتی رسوایی‌آور با جوانی دیده شده‌است، ظاهراً راهبه شده، اما همچنان جنون ناشی از شهوت اطفا نشده در وجودش زبانه می‌کشد و دست به کارهای سادیستی می‌زند. جز پدر، مادر و دختر و دو پسرشان، در خانه دو نفر دیگر هم ساکن هستند: شوالیه انا سیلویوس کارگا، برادر ناتنی پدر خانواده که سال‌ها در دیار عثمانی بوده و اکنون به عنوان وکیل و متخصص آبیاری در اومبروزا حضور دارد و کشیش فوشلافلور که وظیفهٔ آموختن معارف به دو پسر را به عهده دارد.
شبی کوزیمو و برادرش بیاجیو حلزون‌هایی که باتیستا قرار است از آن خوراک بپزد را فراری می‌دهند. قبل از این که حلزون‌ها کاملاً بگریزند، نقشهٔ آن‌ها برملا می‌شود و برای تنبیه در اتاقی حبس می‌شوند. بعد از پایان تنبیه سر میز شام، پسرها وادار می‌شوند که خوراک حلزون طبخ شده توسط باتیستا را بخورند. بر خلاف برادر کوچک‌تر، کوزیمو از دستور پدر سرپیچی می‌کند و با ترک کردن خانه به بالای درخت بلوط حیاطشان می‌رود. کوزیمو ادعا می‌کند که دیگر هرگز به زمین پا نخواهد گذاشت. ادعای کوزیمو در ابتدا چندان جدی گرفته نمی‌شود و حتی خانوادهٔ او تلاش‌هایی برای به پایین کشیدنش می‌کنند. اما او با استواری شگفت‌انگیزی به زندگی درخت نشینی خود ادامه می‌دهد.
کوزیمو در آغاز به دختر همسایه، ویولتا، دل می‌بازد. ولی خیلی زود ویولتا که دختری کوچک است شهر آن‌ها را ترک می‌کند. سگ ویولتا کوزیمو را به عنوان ارباب جدید خود می‌پذیرد و کوزیمو نام اپتیموس ماکسیموس را بر او می‌گذارد. کوزیمو به تدریج در کسب مهارت برای زندگی درخت نشینی از یک سو و مطالعهٔ متون مختلف علوم انسانی و طبیعی غرق می‌شود و این دو از او شخصیتی جالب می‌سازد. رویدادهای مختلف زندگی کوزیمو از جمله رفاقت پنهانش با راهزنی به نام جوانی خلنگ او را بیش‌تر و بیش‌تر با طبقاتی از مردم عامی آشنا می‌کند که پیش از آن با آن‌ها آشنایی چندانی نداشت. به تدریج اقدامات خلاقانهٔ کوزیمو در امور مختلفی هم‌چون آبیاری زمین‌ها، مبارزه با اشرار جنگل و … توجه اهالی را جلب می‌کند و محبت به کوزیمو در دل مردمان سراسر اومبروزا خانه می‌کند.
کوزیمو پس از آن که می‌شنود در اسپانیا مردمانی هستند که مانند او درخت نشینند به آن‌جا سفر می‌کند. او متوجه می‌شود که ایشان در واقع طایفه‌ای اشرافی هستند که به سبب شورش در برابر شاه اسپانیا از دیار خودشان تبعید شده‌اند و وقتی به سرزمین جدیدی رسیده‌اند، حاکم آن‌جا اجازه داده‌است به شرط آن که پا بر زمین نگذارند و بالای درخت بمانند، اجازهٔ اقامت در آن‌جا را داشته باشند. کوزیمو حدود یک سال در بین آن مردم زندگی می‌کند و فنون درخت نشینی را به آن‌ها یاد می‌دهد و چیزهایی از ایشان می‌آموزد. با وجود مخالفت کشیش یسوعی آن جامعه که کوزیمو را به سبب تعلق خاطرش به آرمان‌ها عصر روشنگری و فیلسوفانی چون ولتر تکفیر می‌کند، کوزیمو رابطه‌ای عاشفانه با یکی از دخترهای قوم تبعیدی به نام اورسولا برقرار می‌کند. سرانجام مردم تبعیدی درخت نشین از سوی شاه اسپانیا مورد عفو قرار می‌گیرند. کوزیمو با پیشنهاد ایشان برای به زمین آمدن مخالفت می‌کند و از معشوقهٔ خودش جدا شده و به امبروزا بازمی‌گردد.
کوزیمو با بازگشت به اومبروزا شاهد مرگ پدر و اندکی بعد مادر خود است. عنوان اشرافی بارون رندو با مرگ پدرش به او که فرزند ارشد خانواده است می‌رسد. کوزیمو تفاهم نامه‌ای با برادرش امضا می‌کند و به موجب آن ادارهٔ تمام املاک و ثروت خانواده را در ازای دریافت مقرری ماهانه به او می‌بخشد. بیاجیو، برادر کوزیمو و راوی داستان، ازدواج می‌کند و صاحب فرزند می‌شود. کوزیمو همان‌طور که به مطالعه و افزایش معرفت مشغول است، از زنی به زن دیگر می‌رود و تجربهٔ معاشقه با بسیاری از زنان اومبروزا را می‌آزماید. چندی بعد ویولتا، عشق نوجوانی کوزیمو، که اکنون بیوهٔ یکی از ملاکان منطقه به نام کنت بطلمیوس است، به اومبروزا بازمی‌گردد. کوزیمو و ویولتا عشق آتشینی را به یکدیگر ابراز می‌کنند. اما هوس‌بازی‌های ویولتا که به مردان زیادی روی خوش نشان می‌دهد سرانجام باعث گسسته شدن این رابطه می‌شود.
آوازهٔ انقلاب فرانسه به اومبروزا می‌رسد. کوزیمو تجربهٔ سال‌ها مطالعهٔ خود را با نوشتن مانیفست‌ها و مجموعه‌ای از قوانین نوگرایانه به مردم اومبروزا عرضه می‌کند و آتش جمهوری‌خواهی و شورش در برابر شاهان و فئودال‌ها را در آن‌ها روشن می‌کند. اومبروزا صحنهٔ نبرد جمهوری خواهان فرانسه و حامیان سلطنت می‌شود. در این جنگ کوزیمو که مدتی است به لژ فراماسونری نیز پیوسته‌است، از جمهوری خواهان به سبک خودش پشتیبانی نظامی می‌کند. دوران جمهوری به سر می‌رسد و ناپلئون بناپارت قدرت را در قلمروی فرانسه به دست می‌گیرد و سایهٔ استبداد بار دیگر بر سر اومبروزا گسترده می‌شود. ناپلئون در سفر به اومبروزا با کوزیمو دیدار می‌کند و او را تحسین می‌کند.
سال‌های پایانی زندگی کوزیمو با به هزیمت رفتن لشکر ناپلئون و تعقیب قشون او توسط روس‌ها همراه می‌شود. کوزیمو در واپسین روزهای زندگی‌اش بستر خود را بالای درختی در میدان اصلی شهر می‌گذارد. در حالی که به گفتهٔ پزشکان امیدی به بهبودی او نیست، بالن هوانوردان انگلیسی از فراز درختی که کوزیمو در آن‌جا آرمیده می‌گذرد. کوزیمو لنگر بالن را به دست می‌گیرد و همراه آن به پرواز در می‌آید و بدنش در خلیج مجاور بندرگاه اومبروزا می‌افتد. جسد او هیچ‌گاه پیدا نمی‌شود.
داستان در حالی تمام می‌شود که راوی، برادر کوچکتر کوزیمو، توضیح می‌دهد که چگونه در آغاز سدهٔ نوزده که به نظر می‌رسد تمام آرمان‌های عصر روشنگری از بدل به واقعیت شدن بازمانده‌اند، اومبروزا نیز با رفتن کوزیمو گویا نه فقط گنجی از دانش و معرفت، بلکه طبیعت بومی خود را از دست داده‌است.

## ترجمهٔ فارسی
این کتاب در سال ۱۳۸۶ توسط مهدی سحابی و چاپ موسسه انتشارات نگاه و در سال ۱۳۹۴ توسط پرویز شهدی و چاپ موسسه نشر چشمه به فارسی بازگردانی شد.